# Billy Leese
William Leese (sinh ngày 10 tháng 3 năm 1961) là một cựu cầu thủ bóng đá từng thi đấu cho Port Vale và Cleveland Cobras cuối thập niên 1970.

## Sự nghiệp thi đấu
Leese vượt qua đội trẻ của Port Vale và được cho mượn đến đội bóng American Soccer League Cleveland Cobras vào tháng 5 năm 1978. Ông trở lại Vale Park ba tháng sau và kí hợp đồng chuyên nghiệp với Port Vale vào tháng 3 năm 1979. Ông ra mắt đội một ở Fourth Division vào ngày 1 tháng 12, trong thất bại 5-1 trước York City trên sân Bootham Crescent. Ông không được huấn luyện viên mới John McGrath lựa chọn và buộc phải giải nghệ cuối mùa giải 1979-80 sau khi bị chấn thương.

## Thống kê
Nguồn:
| Câu lạc bộ | Mùa giải | Hạng đấu        | Giải quốc nội | Giải quốc nội | Cúp FA  | Cúp FA    | Khác    | Khác      | Tổng    | Tổng      |
| Câu lạc bộ | Mùa giải | Hạng đấu        | Số trận       | Bàn thắng     | Số trận | Bàn thắng | Số trận | Bàn thắng | Số trận | Bàn thắng |
| ---------- | -------- | --------------- | ------------- | ------------- | ------- | --------- | ------- | --------- | ------- | --------- |
| Port Vale  | 1978-79  | Fourth Division | 0             | 0             | 0       | 0         | 0       | 0         | 0       | 0         |
| Port Vale  | 1979-80  | Fourth Division | 1             | 0             | 0       | 0         | 0       | 0         | 1       | 0         |
| Port Vale  | Tổng     | Tổng            | 1             | 0             | 0       | 0         | 0       | 0         | 1       | 0         |